# Ribeira de Piquín
Ribeira de Piquín è un comune spagnolo di 837 abitanti situato nella comunità autonoma della Galizia.